# Anna Dryńska
Anna Dryńska de domo Sumowska (ur. 1892, zm. 1985) – polska „Sprawiedliwa wśród Narodów Świata”.

## Życiorys
W trakcie II wojny światowej pomagała Żydom. Wśród tych, którymi Anna Dryńska opiekowała się w swoim domu w Milanówku pod Warszawą, był profesor Bronisław Buras, który przebywał z nią od wiosny 1943 r. do zajęcia tych terenów przez Armię Czerwoną w styczniu 1945 r. (a także – Tenenbaum Zuzanna, później – Hartman). Przebywali oni w Willi Róży (ul. Piasta 17), gdzie Anna wraz z mężem Tadeuszem zamieszkiwała u syna z pierwszego małżeństwa, Romualda Spasowskiego. Mieszkanie Dryńskiej służyło także za tymczasowe schronienie profesorowi Leonowi-Benedyktowi Bornsteinowi i jego żonie Jadwidze, Teofili Freudenreich; Ludwikowi Briskerowi (później jako Kazimierz Dąbrowski), dr. Maurycemu Bornsteinowi, małżeństwu Posławskich i kobiecie o nazwisku Tazbir. Żydzi ukrywani byli w zamaskowanych kryjówkach. Największa kryjówka, przeznaczona aż dla dziesięciu osób, mieściła się pod podłogą jednego z pokoi. Została wyposażona w elektryczność i wentylację. Zamaskowano ją stołem z niską półką zakrywającą wejście.  

Jej zaangażowanie w pomoc Żydom nie umknęło okolicznym mieszkańcomː  
"Dom państwa Dryńskich przy ul. Piasta 17, był przez cały czas okupacji zawsze pełen ukrywających się ludzi pochodzenia żydowskiego. (…) Pani Dryńska z wielkim poświęceniem i całkowicie bezinteresownie dawała schronienie ludziom bezdomnym, zaszczutym. (…) W tak strasznych okolicznościach stworzyła im atmosferę rodzinną”.   
Była mężem Władysława Spasowskiego, filozofa. Ich synem był Romuald Spasowski, późniejszy ambasador PRL w Argentynie (1953–1954), Indiach (1967–1970) i dwukrotnie w Stanach Zjednoczonych (1955–1961, 1978–1982).
28 czerwca 1984 r. Instytut Jad Waszem uhonorował Annę Dryńską medalem „Sprawiedliwy wśród Narodów Świata”.